# 李琮 (庆王)
李琮（700年代？—752年），原名李嗣直。唐玄宗李隆基长子，母为刘华妃。
逝世后，父亲唐玄宗追谥为靖德太子，弟弟唐肅宗追遵为奉天皇帝。

## 生平
景云元年（710年），祖父唐睿宗为帝，封许昌郡王。先天元年（712年）八月，父亲玄宗即位，进改封郯王。
开元三年（715年），二弟李瑛受封太子。《明皇杂录》、《新唐书·李林甫传》记载，玄宗曾对李林甫提及，李琮曾在苑中打猎时面部为豽所伤，这很可能是他虽为长子，却未能被立为皇太子的原因。日后，三弟李亨为皇太子时，李林甫为了谋害太子，曾提议玄宗立长子为储，玄宗也有所犹豫，但最终因太子恭谨孝顺而没有易储。
开元四年（716年），遥领安西大都护兼安抚河东关内陇右诸蕃大使，改封庆王，改名李潭。十五年（727年），遥领凉州都督兼河西诸军节度大使。二十一年（733年），授太子太师，改名李琮。二十四年（736年），进司徒。天宝元年（742年），兼太原牧。

## 逝世、追赠
天宝十一年（752年）五月丁未朔二日戊申，李琮逝世于大明宫十王院。次日，唐玄宗命，制册追赠为靖德太子。今大唐西市博物馆藏有《大唐赠靖德太子哀册文》。九月廿七日，安葬于京兆府咸宁县之细柳原:77。后以废太子李瑛之子李俅为嗣，承襲其庆王之位，官拜秘书监同正员。
其弟唐肃宗李亨即位后，追谥李琮为奉天皇帝，妃竇氏為恭应皇后。夫妇夫人由细柳原，備禮改葬於新丰的齊陵。

## 子嗣
据新平郡王李俨墓志铭，新平郡王李儼为李琮长子，但按《新唐书·宗室世系表》，李俨为李瑛长子。

## 延伸阅读
[在维基数据编辑]
 《舊唐書·卷107》，出自刘昫《舊唐書》
 《新唐書·卷082》，出自《新唐書》

| 前任： 李業 | 唐朝司徒 736年—752年 | 繼任： 郭子仪 |